# Kazimierz Dłuski

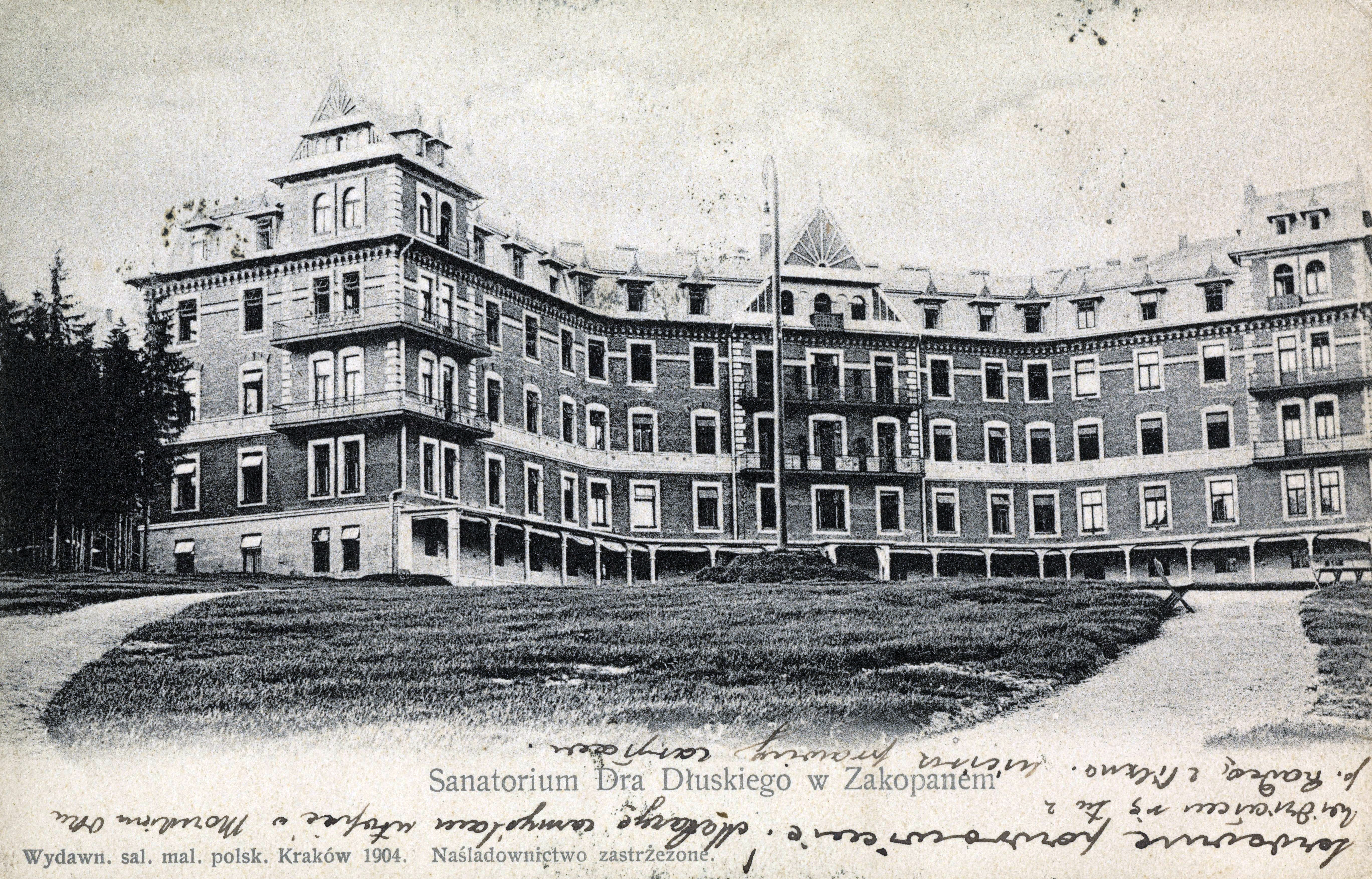
Sanatorium dr. Dłuskiego w Zakopanem, pocztówka

Kazimierz Dłuski (ur. 1 listopada 1855, na grobie dzień i miesiąc ur.: 7 października w Sosnówce k. Mohylowa Podolskiego, zm. 6 września 1930 w Otwocku) – polski lekarz ftyzjatra i społecznik oraz działacz polityczny związany z polskim ruchem socjalistycznym (Polska Partia Socjalistyczna), szwagier Marii Skłodowskiej-Curie.

## Życiorys
Podczas studiów na Cesarskim Uniwersytecie Warszawskim w 1877 wstąpił do organizowanego kółka socjalistycznego. W 1878 udał się na emigrację do Szwajcarii, gdzie zetknął się z przebywającymi tam polskimi socjalistami. Publikował w piśmie socjalistycznym „Równość”, był autorem zamieszczonego w numerze 2 artykułu Patriotyzm i socjalizm, który wywołał duże kontrowersje w kręgach ówczesnych socjalistów. Dłuskiego posądzono o sympatie anarchistyczne (przeciwstawił te dwa określenia) i potępiono za krytykę walk politycznych. Po tej publikacji powstał konflikt pomiędzy Bolesławem Limanowskim a Dłuskim, który zakończył się zerwaniem współpracy Limanowskiego z redakcją. W październiku 1881 Dłuski brał udział w zjeździe delegatów partii i grup socjalistycznych w Chur, gdzie rozpatrywano kwestię zorganizowania nowej Międzynarodówki, zastępował tam Ludwika Waryńskiego. W październiku 1882 Kazimierz Dłuski udał się do Paryża z listem polecającym od Johanna Philippa Beckera, gdzie miał skontaktować się z Karolem Marksem. Marks był już wówczas ciężko chory i do spotkania nie doszło, Dłuski pozostał w Paryżu, gdzie ukończył kierunki nauk politycznych i medycynę. Paryskie mieszkanie Dłuskich było otwarte dla emigrantów politycznych z Polski, ich gośćmi był m.in. późniejsi Prezydenci RP: Stanisław Wojciechowski i Ignacy Mościcki. Członek Gminy Narodowo-Socjalistycznej w 1888 roku.
Po powrocie do kraju w 1902 stworzył w Zakopanem sanatorium dla ludzi z chorobami płuc m.in. gruźlicą (od 1928 Sanatorium Wojskowe w Zakopanem). Był również jednym z założycieli Tatrzańskiego Ochotniczego Pogotowia Ratunkowego (oraz jego pierwszym prezesem 1910–1919) i Muzeum Tatrzańskiego im. Tytusa Chałubińskiego. Był członkiem Ligi Narodowej. W 1919 został oddelegowany przez Naczelnika Państwa Józefa Piłsudskiego do składu Komitetu Narodowego Polskiego – w zastępstwie Ignacego Jana Paderewskiego został delegatem pełnomocnym na konferencji pokojowej w Paryżu.
Po powrocie zajął się działalnością w Warszawskim Towarzystwie Przeciwgruźliczym, Szkolnej Lidze Przeciwgruźliczej, Towarzystwie Zwalczania Raka i Związku Walki z Alkoholizmem. Był członkiem Obywatelskiego Komitetu Wykonawczego Obrony Państwa w 1920. Wraz z żoną Bronisławą, starszą siostrą Marii Skłodowskiej-Curie, która również była lekarką, w drugiej połowie lat 20. XX wieku otworzyli w podwarszawskim Aninie przy obecnej ul. M. Kajki prewentorium przeciwgruźlicze. Nabyli także majątek na przedłużeniu obecnej al. Wilanowskiej, który w 1922 przekazali robotniczemu Wydziałowi Wychowania Dziecka i Opieki nad Nim działającemu przy PPS. W 1930 zamknięto prewentorium w Aninie. Bronisława zaangażowała się na prośbę siostry Marii w budowę Instytutu Radowego i zamieszkała tam, nadzorując budowę.
Zmarł w Otwocku, został pochowany na Cmentarzu Zasłużonych na Pęksowym Brzyzku w Zakopanem (sektor P-I-61I62).

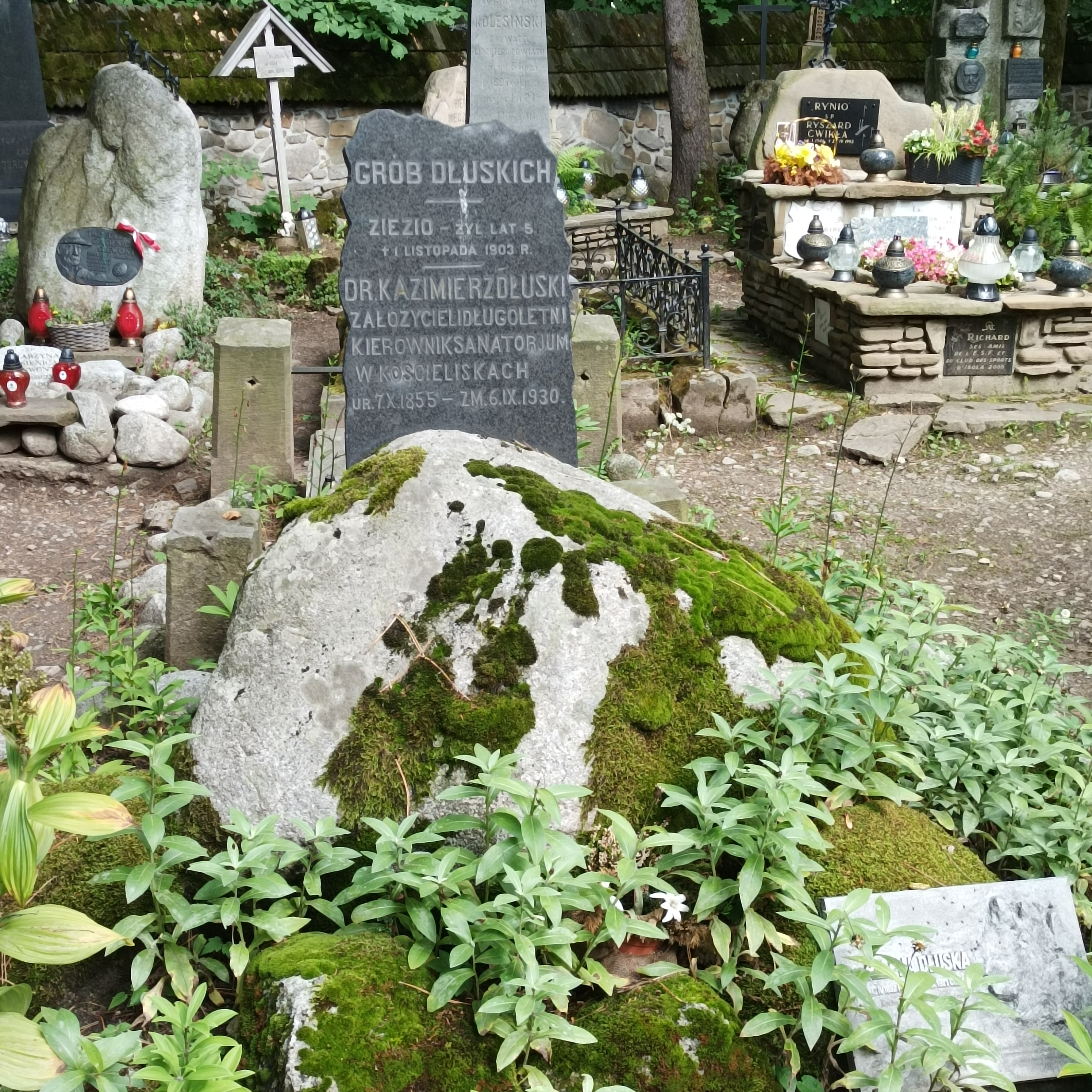
Grób Kazimierza Dłuskiego na Cmentarzu Zasłużonych na Pęksowym Brzyzku z datą ur. 7 października

## Publikacje
- Rokowanie w gruźlicy płuc, 1926
- O Jamach jawnych w płucach gruźliczych

## Ordery i odznaczenia
- Krzyż Komandorski z Gwiazdą Orderu Odrodzenia Polski (10 listopada 1928)[10]
- Krzyż Niepodległości (pośmiertnie, 12 marca 1931)[11]
- Krzyż Oficerski Orderu Odrodzenia Polski (2 maja 1923 „za zasługi, położone dla Rzeczypospolitej Polskiej na polu pracy obywatelskiej”)[12][13]